# Efecto Mariposa (banda)
Efecto Mariposa es un grupo español de rock/pop malagueño derivado del grupo de funky Juggle Jazz en 2001. Su vocalista es Susana Alva.

## Biografía

### Inicios musicales
Efecto Mariposa se formó en Málaga, la tierra natal de tres componentes de la banda. Los primeros componentes fueron: Susana Alva (voz y guitarra), Frasco G. Ridgway (Bajo), Alfredo Baón (Batería) y Raúl Osuna en los teclados, quien abandonaría la banda en 2004.
En Madrid conocieron a Alfredo Baón, el nuevo miembro (batería) que se uniría al grupo. Durante cinco años estuvieron tocando en pequeños locales de Madrid o en improvisados conciertos mientras presentaban su maqueta por todas las discográficas del país.

### 2001-2004: Primeros álbumes de estudio
Ficharon por Universal Music en España en 2001. Grabaron su primer álbum, titulado precisamente como el grupo, Efecto mariposa (2001). Este álbum extrajo 3 sencillos, «Sola», "Inocencia» y «Cuerpo con cuerpo» además en México también fue sencillo su canción «Hoy por mí». Su primer disco contó con la colaboración de Juan Luis Giménez de Presuntos Implicados, en la producción.[cita requerida]
Su segundo Metamorfosis se publicó el 5 de mayo de 2003. Se trata de un trabajo en el que el grupo da un mayor protagonismo a la guitarra eléctrica, sin dejar de lado su identidad manifestada en el anterior álbum.[cita requerida] El grupo pasa de ese pop fresco a un Rock/pop más duro,[cita requerida] En este segundo trabajo, se extrajeron dos sencillos «Que más da» y «Dime donde». La producción del disco recae en el propio grupo, aunque cuentan con la colaboración de Vicente Sabater y Juan González.[cita requerida]
En 2004 el grupo reedita Metamorfosis añadiéndole 4 nuevas canciones y un tema en directo. Este tercer álbum se llama Metamorfosis II. Solo se extrajo un sencillo, la versión de Jimmy Fontana «El mundo», canción que formaría parte del spot de Seguros Santa Lucía.[cita requerida]

### 2005-2008:Complejidad y Vivo en vivo
Su cuarto Complejidad se lanzó el 24 de mayo de 2005, este título fue debido a la dura experiencia sufrida por el grupo cuando la discográfica Universal les dio la carta de libertad. Aunque el grupo seguía manteniendo su estilo Rock/Pop todos los sencillos extraídos del disco fueron «Otra historia», «No me crees», «Entre flores» y «Complejidad». El tema «No me crees» logró llegar al número 1 de las principales radios del país, en 2005 en Los 40 Principales[cita requerida] y en 2006 en Cadena 100.[cita requerida] También fue uno de los diez sencillos más descargados por Internet durante el 2006.[cita requerida]
El 22 de mayo de 2007 editan su álbum en directo Vivo en vivo, que tiene las colaboraciones de Pereza, Belén Arjona y Javier Ojeda. El disco contó con canciones inéditas como «Si tú quisieras», que es el primer sencillo, o «Sara», canción que está basada en hechos reales; la canción hace duras críticas a la sociedad exponiendo temas como la integración social y la pobreza.[cita requerida] El CD en directo recoge una versión especial de su canción «No me crees» adaptada al inglés por ellos mismos, y de nombre «Believe in me». Esta canción fue seleccionada como canción oficial de la 32 Copa América de vela, celebrada en Valencia durante 2007. Los 40 Principales[cita requerida] Dos sencillos fueron extraídos de este primer álbum en vivo «Si tu quisieras» (en la versión sin Pereza) y «Quién».

### 2009-2014:40:04 y Comienzo
El 9 de junio de 2009 publican su sexto álbum, 40:04. «Por quererte» fue el sencillo escogido para presentar el disco, una balada en mediotiempo que sigue la línea de los sencillos que han publicado con sus últimos discos. El disco salió, aproximadamente, un mes antes en formato digital que en físico, al igual que el sencillo. El estilo es mucho más acústico que en cualquiera de sus anteriores trabajos. La semana del 3 al 10 de octubre de 2009 «Por quererte» consiguió llegar al número 1 de 40 principales siendo la segunda vez en esta lista que llegan a la cima, además esta canción consiguió el galardón de mejor canción nacional del 2009 en los Premios 40 Principales.[cita requerida] El segundo sencillo del álbum es «Diez minutos».
El 16 de mayo de 2011 realizan su primer concierto en línea en directo, retransmitido por streaming. Se realizó a través de la plataforma de conciertos on-live de eMe.
El 26 de octubre de 2013 participan en el concierto contra el cáncer de mama Por ellas en el Palacio de los deportes de Madrid y sobre el escenario anuncian nuevo disco para principios de 2014.[cita requerida] Su sexto álbum de estudio Comienzo, se publicó el 26 de agosto de 2014, cinco años después de su anterior álbum, pausa marcada por la maternidad de Susana Alva. El disco está editado por la multinacional Warner y ha sido producido por Bori Alarcón.

### 2015-presente:Vuela
En julio de 2016, informan a través de su cuenta de Facebook, que Alfredo Baón ha abandonado el grupo en una fecha indeterminada de ese mismo año.
Dos años después, en febrero de 2018, el grupo reaparece en forma de dúo con Susana Alva y Frasco G. Ridgway con el sencillo «Qué me está pasando». En abril de 2018 lanzan el sencillo «Mágico» como primer adelanto del que será su séptimo álbum de estudio titulado Vuela, disco que se lanzó el 1 de junio de 2018.

## Discografía
Álbumes de estudio
- 2001: Efecto Mariposa
- 2003: Metamorfosis
- 2004: Metamorfosis II
- 2005: Complejidad
- 2009: 40:04
- 2014:  Comienzo
- 2018:  Vuela

Álbumes en vivo
- 2007: Vivo en vivo

## Premios
- Premio 40 Principales a mejor canción por «Por Quererte»
- Premio Cadena Dial a mejor disco por 40:04